# Flugvikt i fristil i brottning vid olympiska sommarspelen 1976
Herrarnas brottningsturnering i fristil i viktklassen flugvikt vid olympiska sommarspelen 1976 avgjordes i Maurice Richard Arena i Montréal. 

## Medaljörer
| Klass    | Guld                | Silver                           | Brons                   |
| Flugvikt | Yuji Takada · Japan | Aleksandr Ivanov · Sovjetunionen | Jeon Hae-Sup · Sydkorea |

## Resultat
Legend
- TF — Vinst genom fall
- IN — Vinst genom att motståndaren skadas
- DQ — Vinst genom passivitet
- D1 — Vinst genom passivitet, vinnaren är också passiv
- D2 — Båda brottarna förlorade på grund av passivitet
- FF — Vinst genom förverkande
- DNA — Anlände inte
- TPP — Totala straffpoäng
- MPP — Matchstraffpoäng

Straff
- 0 — Vinst genom fall, teknisk överlägsenhet, passivitet, skada och förverkande
- 0.5 — Vinst på poäng, 8-11 poängs skillnad
- 1 — Vinst på poäng, 1-7 poängs skillnad
- 2 — Vinst på passivitet,  vinnaren är också passiv
- 3 — Förlust på poäng, 1-7 poängs skillnad
- 3.5 — Förlust på poäng, 8-11 poängs skillnad
- 4 — Förlust genom fall, teknisk överlägsenhet, passivitet, skada och förverkande

### Elimineringsrunda

#### Omgång 1
| TPP | MPP |                         | Poäng     |                               | MPP | TPP |
| --- | --- | ----------------------- | --------- | ----------------------------- | --- | --- |
| 0   | 0   | Władysław Stecyk (POL)  | DQ / 8:30 | Jamsrangiin Mönkh-Ochir (MGL) | 4   | 4   |
| 0   | 0   | Yuji Takada (JPN)       | TF / 1:10 | Gordon Bertie (CAN)           | 4   | 4   |
| 3   | 3   | Kamil Özdağ (TUR)       | 6 - 8     | Nermedin Selimov (BUL)        | 1   | 1   |
| 4   | 4   | Eloy Abreu (CUB)        | DQ / 7:47 | Aleksandr Ivanov (URS)        | 0   | 0   |
| 0.5 | 0.5 | James Haines (USA)      | 13 - 3    | Constantin Măndilă (ROU)      | 3.5 | 3.5 |
| 1   | 1   | Li Bong-Sun (PRK)       | 21 - 16   | Diego Lo Brutto (FRA)         | 3   | 3   |
| 4   | 4   | Fritz Niebler (FRG)     | TF / 5:55 | Henrik Gál (HUN)              | 0   | 0   |
| 4   | 4   | Habib Fattahi (IRI)     | TF / 8:55 | Jeon Hae-Sup (KOR)            | 0   | 0   |
| 0   | 0   | Giuseppe Bognanni (ITA) | TF / 4:59 | Emille Kitnurse (ISV)         | 4   | 4   |
| 0   |     | Julien Mewis (BEL)      |           | Bye                           |     |     |

#### Omgång 2
| TPP | MPP |                               | Poäng     |                          | MPP | TPP |
| --- | --- | ----------------------------- | --------- | ------------------------ | --- | --- |
| 4   | 4   | Julien Mewis (BEL)            | TF / 1:26 | Władysław Stecyk (POL)   | 0   | 0   |
| 0   | 0   | Yuji Takada (JPN)             | TF / 1:15 | Kamil Özdağ (TUR)        | 4   | 7   |
| 7.5 | 3.5 | Gordon Bertie (CAN)           | 3 - 11    | Nermedin Selimov (BUL)   | 0.5 | 1.5 |
| 5   | 1   | Eloy Abreu (CUB)              | 13 - 12   | James Haines (USA)       | 3   | 3.5 |
| 0   | 0   | Aleksandr Ivanov (URS)        | 22 - 4    | Constantin Măndilă (ROU) | 4   | 7.5 |
| 1   | 0   | Li Bong-Sun (PRK)             | TF / 4:58 | Fritz Niebler (FRG)      | 4   | 8   |
| 7   | 4   | Diego Lo Brutto (FRA)         | TF / 7:29 | Henrik Gál (HUN)         | 0   | 0   |
| 4   | 0   | Habib Fattahi (IRI)           | 24 - 2    | Giuseppe Bognanni (ITA)  | 4   | 4   |
| 0   | 0   | Jeon Hae-Sup (KOR)            | TF / 1:30 | Emille Kitnurse (ISV)    | 4   | 8   |
| 4   |     | Jamsrangiin Mönkh-Ochir (MGL) |           | DNA                      |     |     |

#### Omgång 3
| TPP | MPP |                        | Poäng     |                         | MPP | TPP |
| --- | --- | ---------------------- | --------- | ----------------------- | --- | --- |
| 8   | 4   | Julien Mewis (BEL)     | TF / 1:16 | Yuji Takada (JPN)       | 0   | 0   |
| 1   | 1   | Władysław Stecyk (POL) | 11 - 8    | Nermedin Selimov (BUL)  | 3   | 4.5 |
| 6   | 1   | Eloy Abreu (CUB)       | 16 - 12   | Li Bong-Sun (PRK)       | 3   | 4   |
| 0.5 | 0.5 | Aleksandr Ivanov (URS) | 18 - 10   | James Haines (USA)      | 3.5 | 7   |
| 0   | 0   | Henrik Gál (HUN)       | TF / 5:04 | Habib Fattahi (IRI)     | 4   | 8   |
| 0   | 0   | Jeon Hae-Sup (KOR)     | TF / 2:16 | Giuseppe Bognanni (ITA) | 4   | 8   |

#### Omgång 4
| TPP | MPP |                        | Poäng     |                    | MPP | TPP |
| --- | --- | ---------------------- | --------- | ------------------ | --- | --- |
| 5   | 4   | Władysław Stecyk (POL) | TF / 5:39 | Yuji Takada (JPN)  | 0   | 0   |
| 5.5 | 1   | Nermedin Selimov (BUL) | 9 - 9     | Eloy Abreu (CUB)   | 3   | 9   |
| 1.5 | 1   | Aleksandr Ivanov (URS) | 22 - 19   | Li Bong-Sun (PRK)  | 3   | 7   |
| 3   | 3   | Henrik Gál (HUN)       | 8 - 15    | Jeon Hae-Sup (KOR) | 1   | 1   |

#### Omgång 5
| TPP | MPP |                        | Poäng     |                        | MPP | TPP |
| --- | --- | ---------------------- | --------- | ---------------------- | --- | --- |
| 9   | 4   | Władysław Stecyk (POL) | 5 - 26    | Aleksandr Ivanov (URS) | 0   | 1.5 |
| 0   | 0   | Yuji Takada (JPN)      | TF / 1:54 | Henrik Gál (HUN)       | 4   | 7   |
| 8.5 | 3   | Nermedin Selimov (BUL) | 3 - 10    | Jeon Hae-Sup (KOR)     | 1   | 2   |

### Sista omgångarna
| TPP | MPP |                        | Poäng     |                        | MPP | TPP |
| --- | --- | ---------------------- | --------- | ---------------------- | --- | --- |
|     | 0.5 | Yuji Takada (JPN)      | 20 - 11   | Aleksandr Ivanov (URS) | 3.5 |     |
|     | 4   | Jeon Hae-Sup (KOR)     | TF / 1:46 | Yuji Takada (JPN)      | 0   | 0.5 |
| 3.5 | 0   | Aleksandr Ivanov (URS) | TF / 2:53 | Jeon Hae-Sup (KOR)     | 4   | 8   |